# St. Maria Rosenkranz (Mönchengladbach)

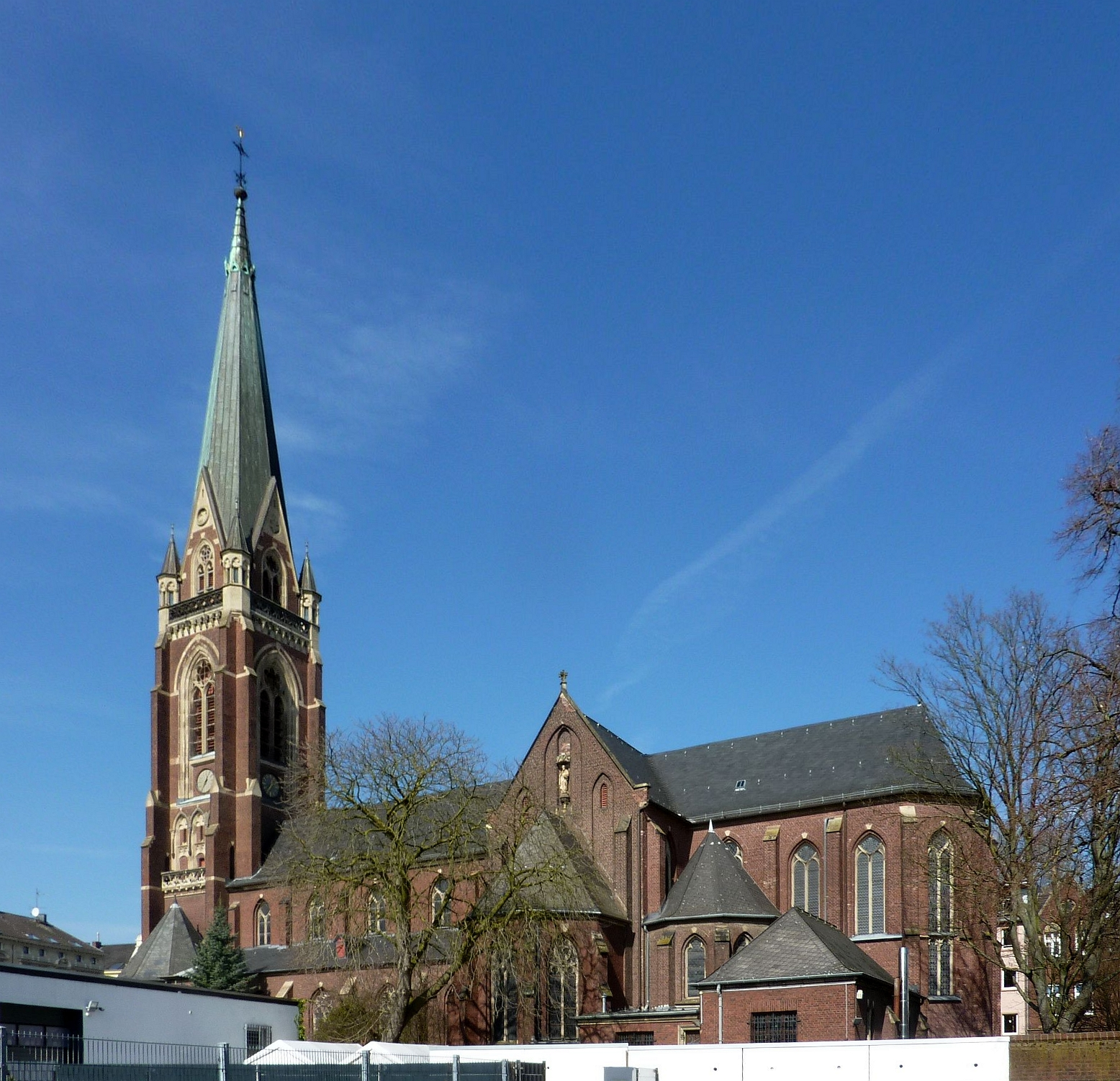
St. Maria Rosenkranz

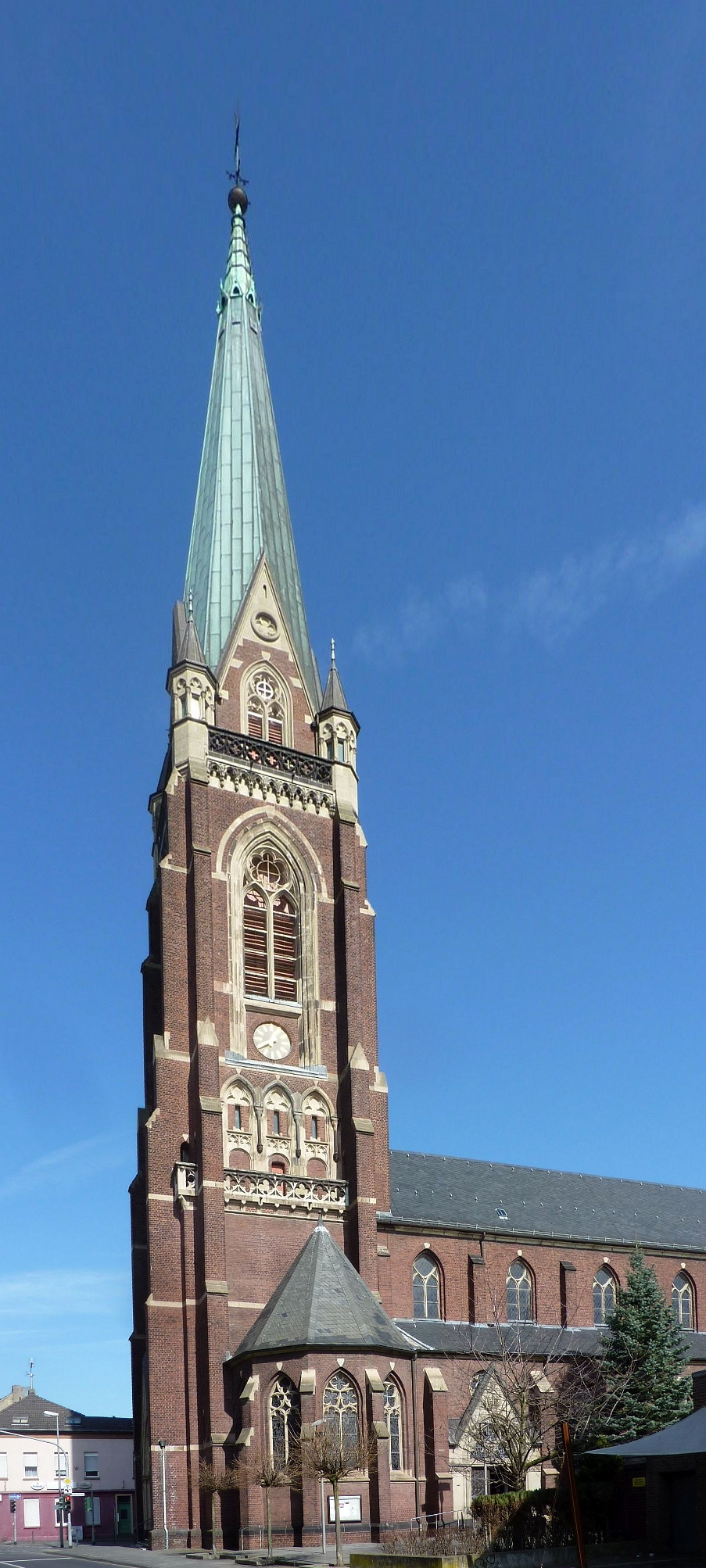
St. Maria Rosenkranz

Die römisch-katholische Gemeindekirche St. Maria Rosenkranz im Stadtteil Eicken gehört zur Pfarre St. Vitus in Mönchengladbach.

## Geschichte
Das neugotische Kirchengebäude von 1875 wurde notwendig, weil die rasante Entwicklung der Textilindustrie ab Mitte des 19. Jahrhunderts zu einem enormen Bevölkerungswachstum im Stadtteil Eicken führte. Der Architekt Heinrich Nagelschmidt (1822–1902) aus der Dombauschule Köln wurde mit dem Bau einer neugotischen, dreischiffigen und kreuzförmigen Kirche beauftragt. Nach der Grundsteinlegung 1873 wurde das Gebäude am 8. Dezember 1875 fertiggestellt, die erste Heilige Messe wurde wegen der Auswirkungen des Kulturkampfes jedoch erst am 10. Dezember 1876 in der Kirche gefeiert. Eine erste kleine Glocke im Dachreiter ist bereits 1876 nachgewiesen; fünf Glocken wurden 1895 bei der Glockengießerei Bour & A. Guenser, Metz, in Auftrag gegeben, die am 8. August 1896 geweiht wurden.
Im Hochamt am 12. September 1887 stellte der Kölner Erzbischof Philipp Krementz die Kirche unter das Patronat der Königin des heiligen Rosenkranzes. Von 1894 bis 1896 war der Architekt Josef Kleesattel mit der Erweiterung und dem Turmbau der Pfarrkirche beauftragt worden. 

## Glocken
Im Turm der Kirche hängt ein bedeutendes Geläut, bestehend aus 5 Glocken, welche alle 1895 von der Gießerei Bour & A. Guenser in Metz in Frankreich gegossen wurden. Es hat dabei beide Weltkriege überstanden und fällt vor allem durch die etwas verzogene Tonfolge auf.
| Name          | Schlagton | Gewicht (KG) | Durchmesser | Gussjahr | Gießer                                        |
| ------------- | --------- | ------------ | ----------- | -------- | --------------------------------------------- |
| Marienglocke  | A°-5      | 4050         | 1845 mm     | 1895     | Glockengießerei Bour & A. Guenser in Metz (F) |
| Josefsglocke  | c'+4      | 2400         | 1555 mm     | 1895     | Glockengießerei Bour & A. Guenser in Metz (F) |
| Petrusglocke  | d'+7      | 1600         | 1387 mm     | 1895     | Glockengießerei Bour & A. Guenser in Metz (F) |
| Vitusglocke   | e'+0      | 1200         | 1237 mm     | 1895     | Glockengießerei Bour & A. Guenser in Metz (F) |
| Barbaraglocke | f'+6      | 950          | 1168 mm     | 1895     | Glockengießerei Bour & A. Guenser in Metz (F) |

## Ausstattung
Das Gnadenbild im Altar der Marienkapelle, eine byzantinische Ikone, wurde am 1. Mai 1887 eingesegnet und zeigt das heranwachsende Jesuskind auf dem Arm Marias. Es ist eine Kopie der Ikone Maria von der Immerwährenden Hilfe, die heute in St. Alfonso in Rom zu sehen ist. Der Altar der Marienkapelle wurde vom Bildhauer Francois Perey (Kempen) geschaffen.
In den 1880er Jahren erfolgte die Ausgestaltung des Kirchenraums mit Ausmalung, Errichtung des Hochaltars und zweier Seitenaltäre (alle von Friedrich Wilhelm Mengelberg, Utrecht). Der linke Seitenaltar stellt den freudenreichen, der rechte den glorreichen Rosenkranz dar. Der Hochaltar bildete den schmerzhaften Rosenkranz ab. Er wurde am 12. September 1887 vom Kölner Erzbischof Philippus Kremenzt konsekriert, die Konsekration der beiden Seitenaltäre erfolgte erst 1892.
Die Mondsichelmadonna aus Holz ist unbekannten Ursprungs. Der Kunstschmied Max Heinrich Rolshoven (Köln) schuf eine silberne Krone für die Madonna; die Skulptur wurde mehrmals versehrt, so wurde 1979 das Jesuskind mit seiner silbernen Krone entwendet.
Die reichlichen Glasmalereien sind faszinierend und sehenswert.

## Orgel

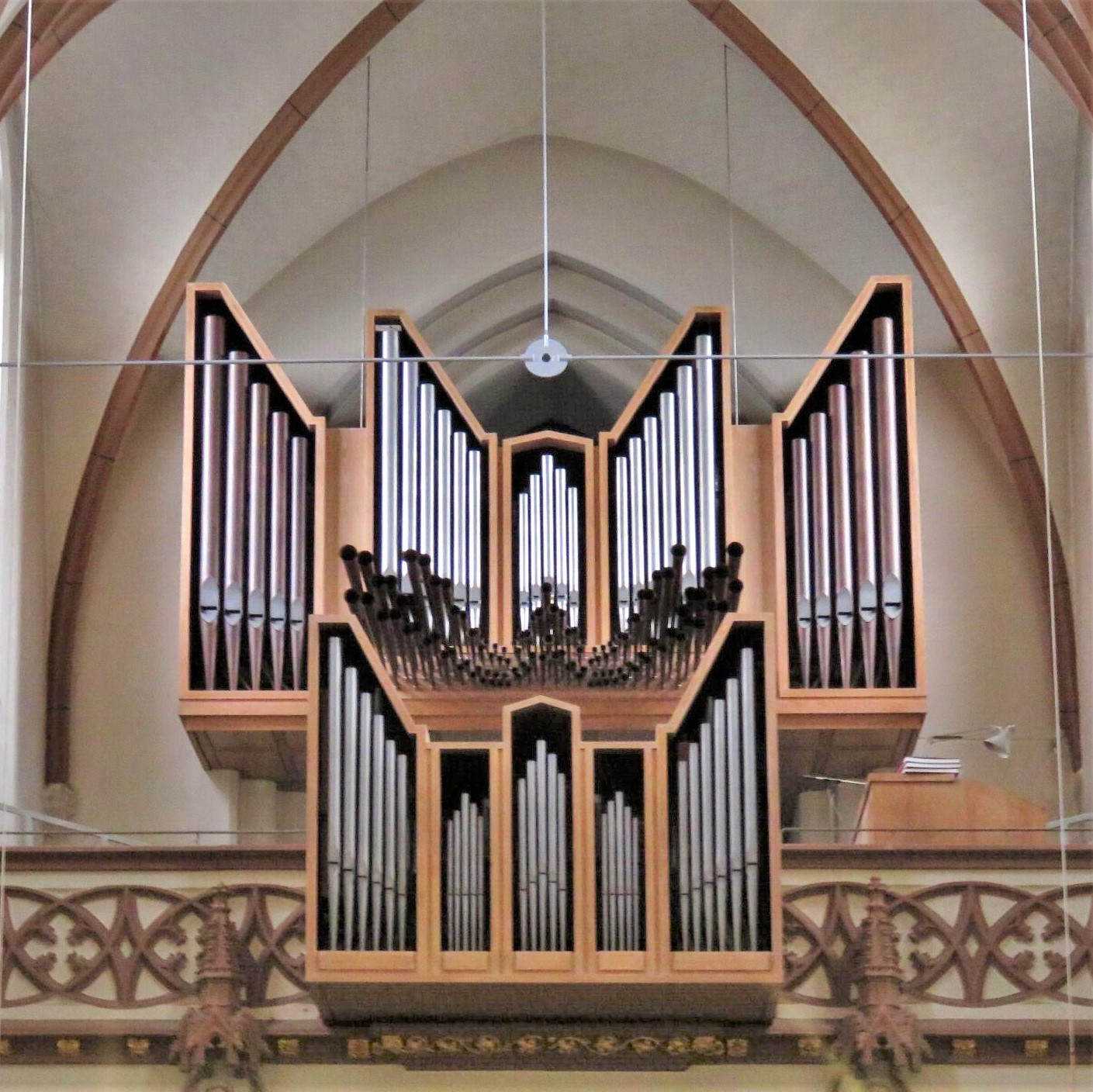
Orgelprospekt

Die Orgel wurde 1969 von der Orgelbaufirma Romanus Seifert (Kevelaer) erbaut und am 2. November 1969 geweiht. Das Schleifladen-Instrument hat 37 Register auf drei Manualen und Pedal. Die Spiel- und Registertrakturen sind elektrisch. Die beiden Trompeten des Hauptwerks sind horizontal.
| I Hauptwerk C–g3 |              |       |
| 1.               | Quintade     | 16′   |
| 2.               | Principal    | 8′    |
| 3.               | Rohrflöte    | 8′    |
| 4.               | Oktave       | 4′    |
| 5.               | Holzgedackt  | 4′    |
| 6.               | Superoktav   | 2′    |
| 7.               | Mixtur IV-VI | 1 ⁄3′ |
| 8.               | Cornett V    | 8′    |
| 9.               | Trompete     | 16′   |
| 10.              | Trompete     | 8′    |

| II Rückpositiv C–g3 |                  |             |
| 11.                 | Hohlflöte        | 8′          |
| 12.                 | Praestant        | 4′          |
| 13.                 | Koppelflöte      | 4′          |
| 14.                 | Waldflöte        | 2′          |
| 15.                 | Sifflöte         | 1′          |
| 16.                 | Scharf IV        | 2⁄3′        |
| 17.                 | Quintan II       | 1 ⁄3′+ 8⁄9′ |
| 18.                 | Doppelkegelregal | 8′          |
|                     | Tremolo          |             |

| III Schwellwerk C–g3 |                     |      |
| 19.                  | Holzprincipal       | 8′   |
| 20.                  | Weidenpfeife        | 8′   |
| 21.                  | Sing. Principal     | 4′   |
| 22.                  | Blockflöte          | 4′   |
| 23.                  | Querflöte           | 2′   |
| 24.                  | Sesquialtera II-III |      |
| 25.                  | Scharfmixtur IV-VI  | 1′   |
| 26.                  | Cymbel III          | 1⁄4′ |
| 27.                  | Dulcian             | 16′  |
| 28.                  | Hautbois            | 8′   |
| 29.                  | Clairon             | 4′   |
|                      | Tremolo             |      |

| Pedal C–f1 |               |                           |
| 30.        | Principalbass | 16′                       |
| 31.        | Subbass       | 16′                       |
| 32.        | Oktavbass     | 8′                        |
| 33.        | Terzbass      | 6 2⁄5′ (urspr. Pommer 8′) |
| 34.        | Bartpfeife    | 4′                        |
| 35.        | Rauschwerk IV | 2′                        |
| 36.        | Posaune       | 16′                       |
| 37.        | Schalmei      | 4′                        |

- Koppeln: II/I, III/I, III/II, I/P, II/P, III/P
- Spielhilfen: 6 mechanische Setzerkombinationen

## Innenansichten

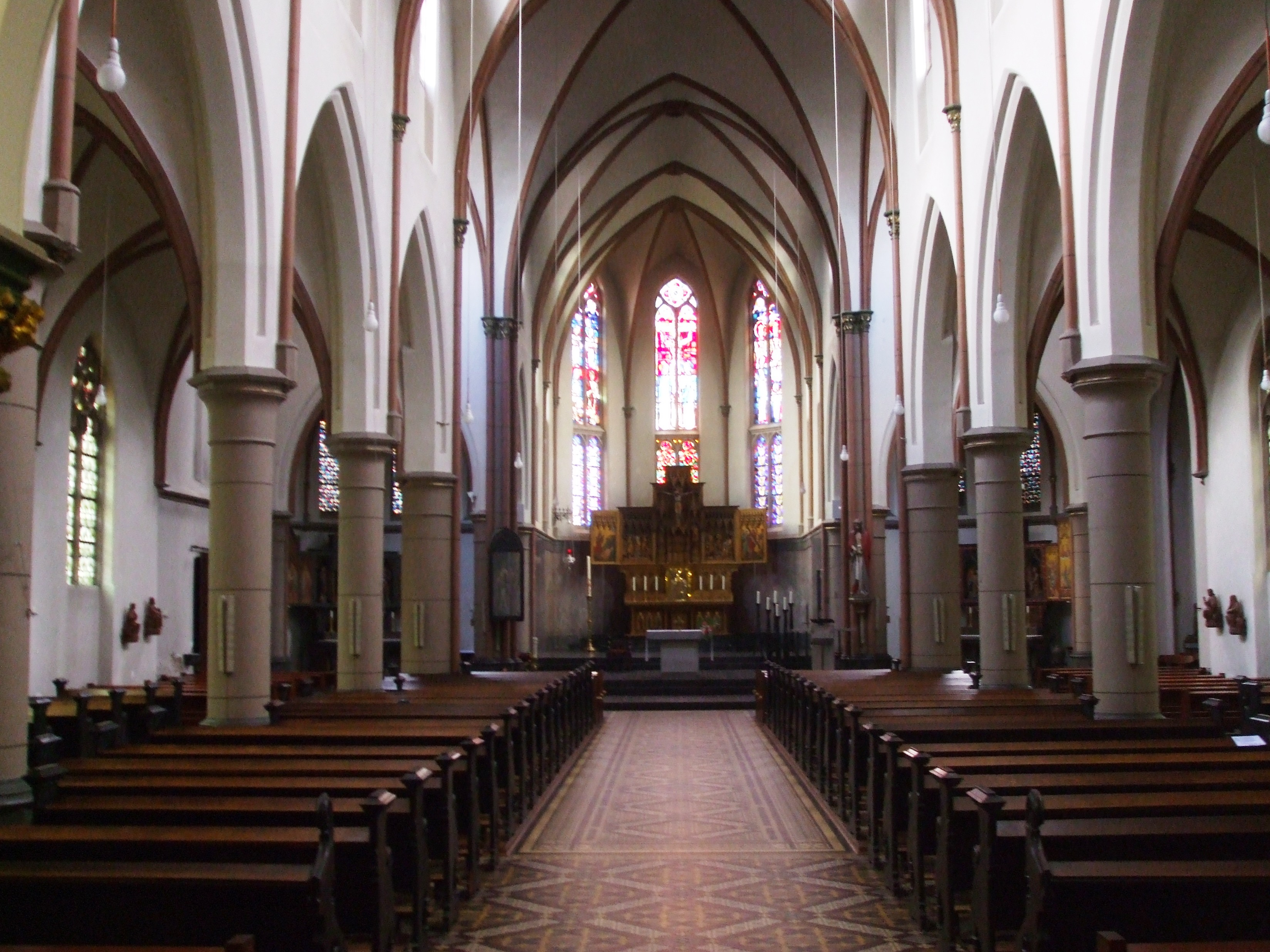
Kirchenschiff
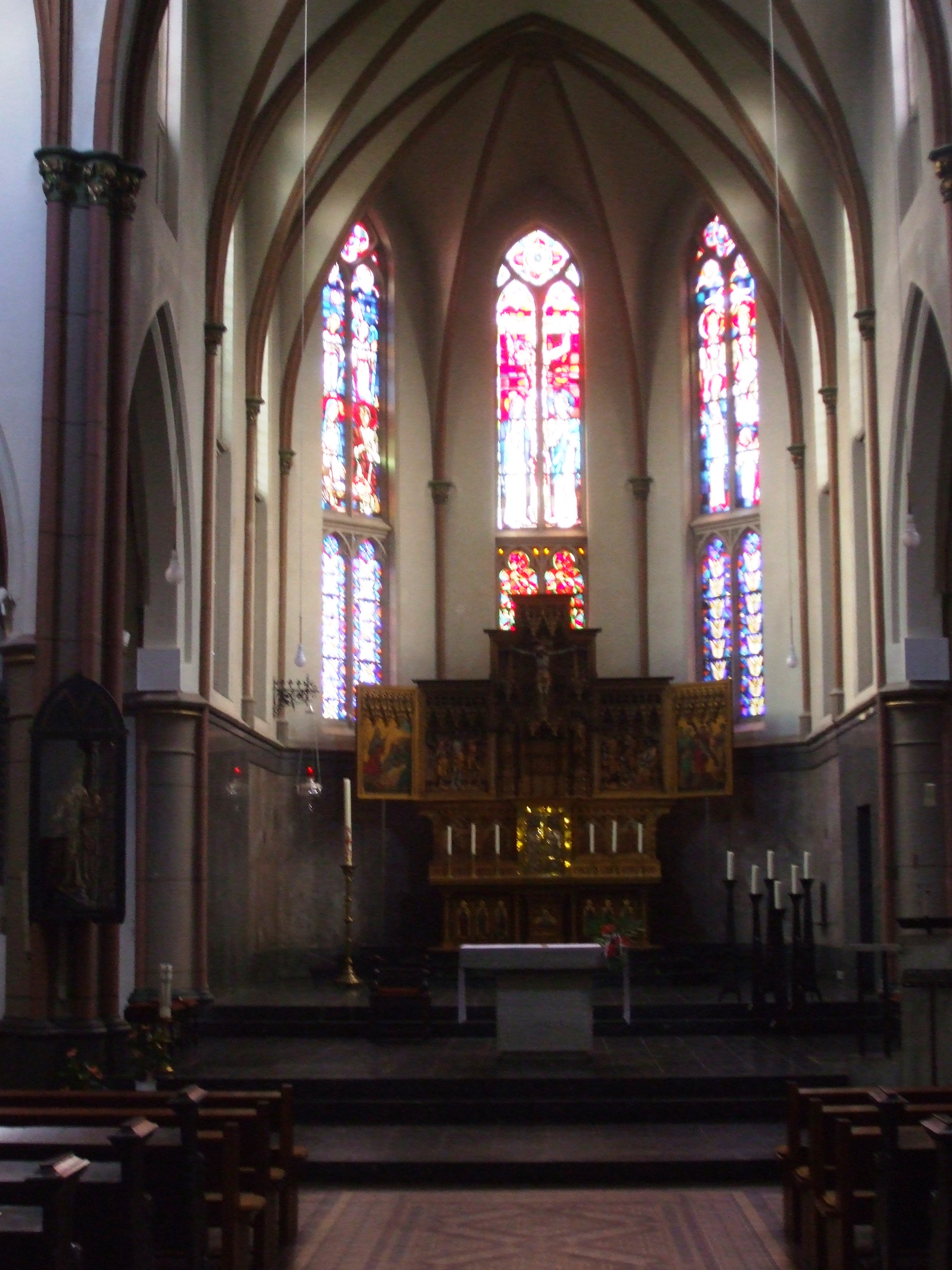
Chor
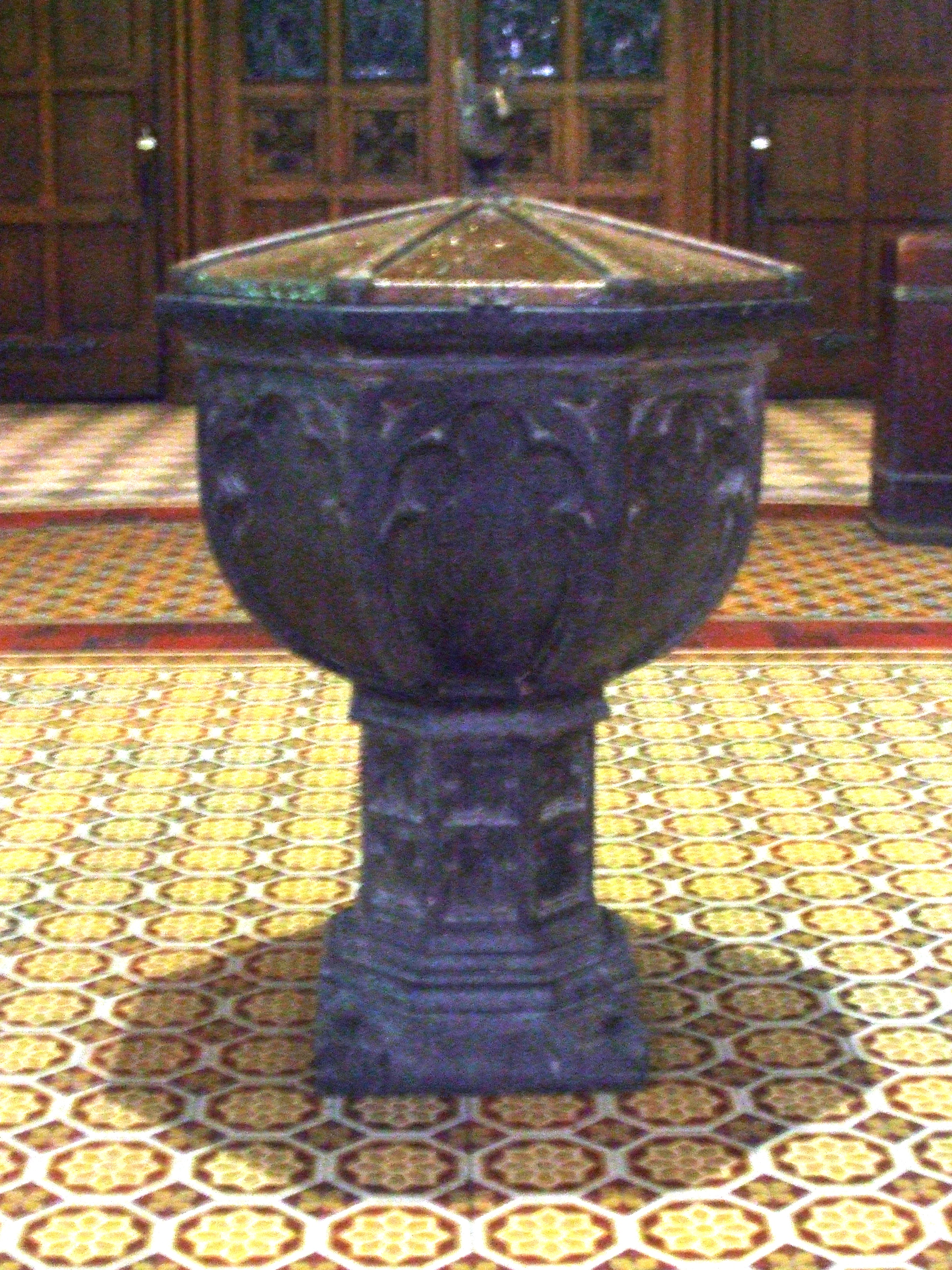
Taufbecken